# Lehman Springs
Lehman Springs az Amerikai Egyesült Államok Oregon államának Umatilla megyéjében elhelyezkedő önkormányzat nélküli település.
Nevét James Lehman telepesről kapta. A posta 1899. szeptember 8. és 1928. február 29. között működött.

## Fordítás
- Ez a szócikk részben vagy egészben  a   Lehman Springs, Oregon című angol Wikipédia-szócikk ezen változatának fordításán alapul.  Az eredeti cikk szerkesztőit annak laptörténete sorolja fel. Ez a jelzés csupán a megfogalmazás eredetét és a szerzői jogokat jelzi, nem szolgál a cikkben szereplő információk forrásmegjelöléseként.